# Kaiser Franz Josef
Kaiser Franz Josef (abrégé KFJ) est un groupe autrichien de hard rock, originaire de Vienne, actif entre 2010 et 2021.

## Histoire
Le groupe est formé en 2010 et fait la première partie du groupe de hard rock AC/DC lors de son concert à Wels en mai de la même année, auquel 82 000 personnes assistent. En 2013, le groupe participe à l'émission de talent Die große Chance sur ORF einz et atteint la cinquième place lors de la finale du 8 novembre. Le son du trio de rock viennois est comparé à celui de Led Zeppelin et Deep Purple,.
L'EP How Much Is a Mile sort le 8 novembre 2013 et se classe immédiatement premier sur iTunes Autriche. Le single homonyme atteint la huitième place des charts autrichiens, distribué par Columbia (Sony Music Austria) À l'occasion de la finale de la coupe d'Allemagne en 2017, Kaiser Franz Josef donne un concert devant plus de 50 000 personnes sur la scène de l'ARD devant le stade olympique de Berlin. En juin de la même année, ils sont l'un des premiers groupes autrichiens à jouer sur les scènes principales des festivals Rock am Ring et Rock im Park. En août de la même année, les trois Autrichiens jouent encore au Wacken. En 2018, ils font une tournée européenne avec Billy Idol.
Le groupe enregistre son troisième album, III, dans les studios britanniques Rockfield. Pour la chanson Cactus, le musicien américain de blues Seasick Steve contribue en tant que musicien invité à la guitare slide et aux chœurs. Les enregistrements produits par le groupe en collaboration avec Tom Dalgety sont publiés le 17 juillet 2020 sur des services de musique en ligne ainsi que sur CD et sur disque.
En septembre 2021, le groupe annonce sur les réseaux sociaux que le membre fondateur Hesham « Sham » Abd El Salam ne faisait plus partie de KFJ. Plus tard, la page Facebook est supprimée. Sur Instagram, un post est également publié à l'occasion de la remise de l'Amadeus 2021 - mais depuis, le groupe ne donne plus signe d'activité. En décembre 2023, aucun concert n'est prévu. 

## Discographie
- 2013 : How Much Is a Mile (EP)
- 2013 : Reign Begins (album, Columbia / Sony Music)
- 2017 : Make Rock Great Again (album, Columbia / Sony Music)
- 2020 : III album, Columbia / Sony Music)

## Distinctions
- Amadeus-Verleihung 2014 : récompensé dans la catégorie Rock/Hard and Heavy
- Amadeus-Verleihung 2018 : récompensé dans la catégorie Hard and Heavy
- Amadeus-Verleihung 2021 : récompensé dans la catégorie Hard and Heavy[9]